# 严诚忠
严诚忠（1946年—），浙江镇海人，汉族，中华人民共和国政治人物、第十二届全国人民代表大会上海地区代表。
毕业于上海社会科学院工业经济专业，加入中国国民党革命委员会。担任东华大学经济发展与合作研究所所长。2008年起担任全国人大代表。2013年，被选为全国人大代表。